# Râul Secătura, Cernu
Râul Secătura este un râu în România, afluent al râului Cernu. 